# Raub (Österreich)
In Österreich ist das Strafdelikt des Raubes im § 142 StGB geregelt.

## Raub
Sein erster Absatz lautet:
Das Strafgesetzbuch normiert als Tathandlung die Wegnahme oder Abnötigung einer fremden beweglichen Sache unter Zuhilfenahme von Gewalt oder deren Androhung. Der Täter muss mit doppeltem Vorsatz handeln. Der Vorsatz muss sich sowohl auf das Wegnehmen oder Abnötigen als auch auf die Bereicherung erstrecken. Ist die Tathandlung zwar erfüllt, aber gerechtfertigt, zum Beispiel durch Notwehr, so wird der Tatbestand des Raubes nicht erfüllt.

## Minderschwerer Raub
Als Minderschweren Raub bezeichnet man einen Raub, der ohne erhebliche Gewaltanwendung begangen wird, nur eine Sache geringen Wertes betrifft und nur unbedeutende Folgen nach sich zieht. Es darf sich gleichfalls um keinen schweren Raub nach § 143 StGB handeln. Die privilegierte Form des Raubes ist nach § 142 Abs. 2 StGB mit nur sechs Monaten bis fünf Jahren Freiheitsstrafe bedroht.

## Schwerer Raub
Im § 143 StGB ist die straferhöhende Qualifikation des Raubes geregelt. Die Strafdrohung erhöht sich auf ein bis zu fünfzehn Jahre Freiheitsstrafe, wenn der Raub
- als Mitglied einer kriminellen Vereinigung unter Mitwirkung eines anderen Mitglieds dieser Vereinigung oder
- unter Verwendung einer Waffe begangen wurde.

Die gleiche Straferhöhung tritt ebenfalls ein, wenn die Gewaltanwendung beim Raub schwere Körperverletzungen zur Folge hat. Die Strafandrohung erhöht sich auf 10 bis 20 Jahre Freiheitsentzug, wenn ein Opfer des Raubes als Folge Körperverletzungen mit schweren Dauerfolgen erleidet, und auf 10 bis 20 Jahre oder lebenslange Freiheitsstrafe, wenn der Raub den Tod eines Menschen zur Folge hat.